# 豬廁

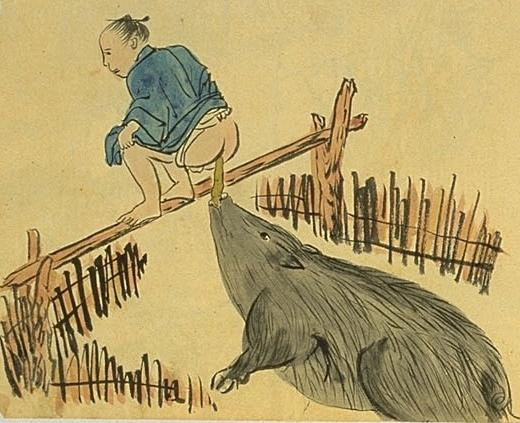
《南島雜話》插圖中的琉球豬廁

豬廁，古稱圂廁、圂、豕牢、溷軒，又稱帶廁豬圈、連茅圈、茅圈，是指在同一地同時作養豬和廁所之用，豬廁所養的豬往往以人的糞便為食糧，亞洲不少地區都有使用豬廁的傳統，至今仍可在中國北方和福建省的一些農村及印度部分地區可見。

## 東亞的豬廁

### 中國

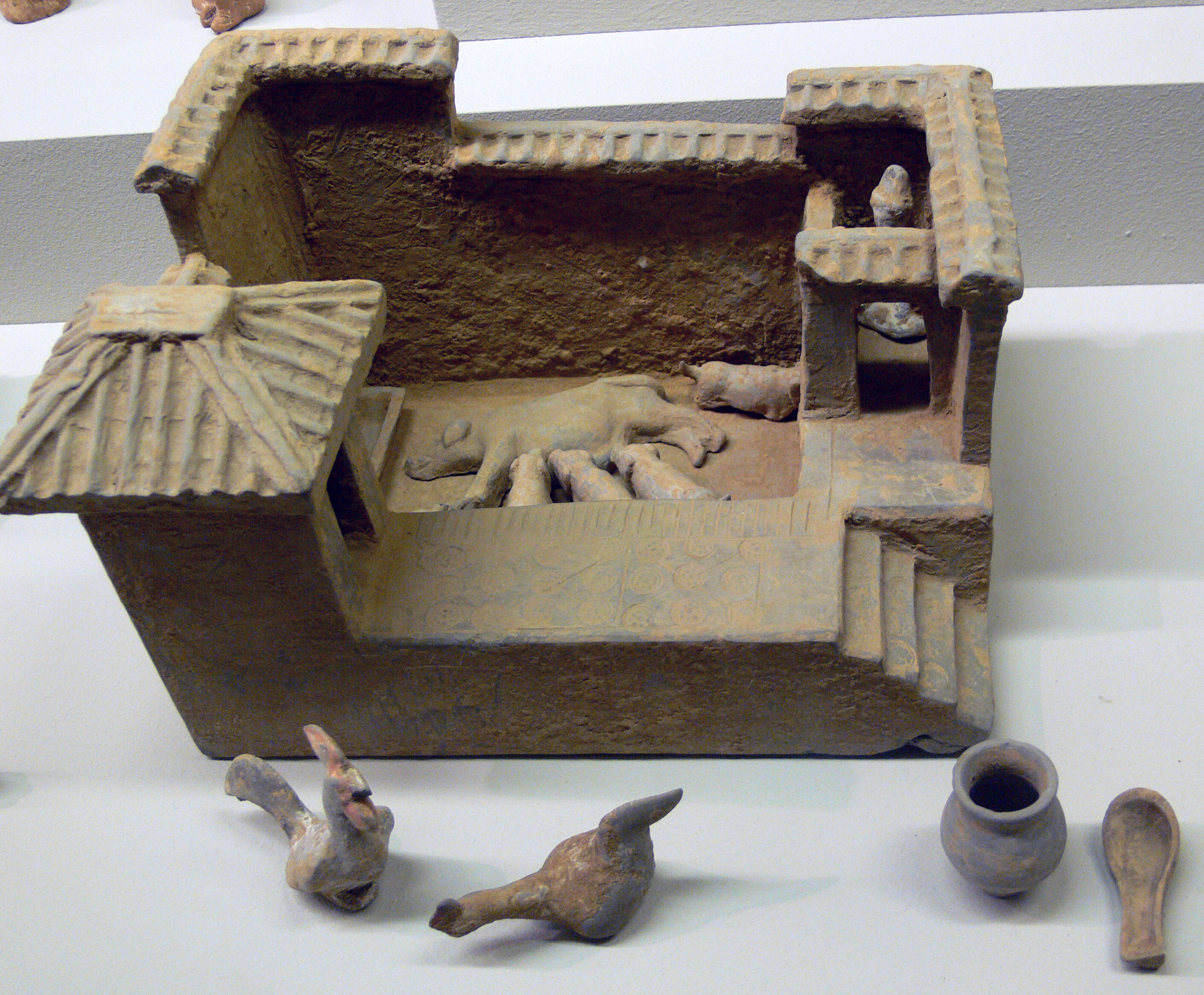
漢代陶製豬廁模型

中國人使用糞便豢養產肉動物已有悠久歷史，可追溯至春秋戰國時代，最早的記載見於《國語·晉語》：「昔者大任娠文王不變，少溲於豕牢，而得文王不加疾焉。」韋昭注：「少，小也。豕牢，廁也。溲，便也。」，意为：「以前周文王的母亲怀孕时身体没有变化，小便的时候在豕牢里生下文王，没有添加任何痛苦。」。「豕牢」就是養豬的廁所，讓豬可以直接吃掉人拉出來的糞便，漢代稱為「溷軒」。《漢書·武五子傳》有「廁中此群出」之句，顏師古注解為「廁，養豕溷也。」
自西漢到西晉之古墓中出土的陶製明器常見豬圈模型，河南、河北、北京、山東、江蘇、安徽、湖南等地均有考古出土的陶製「帶廁豬圈」明器，如漢綠釉豬圈、漢灰陶豬圈、西晉青瓷豬圈等。也有些明器顯示豬圈位於廁所旁邊，是整個宅院的一部份，如漢墓出土的四合院式的房屋模型，為由門房、倉房、闕、正房、廚房、廁所和豬圈等六個部份組成。正房西側上層為廁所，下層則是豬圈，證明了不論是富貴人家或普通農民都把廁所和豬圈相連建造。漢代也有一些是上層住人，下層養豬的干欄式建築，多見於湖南、廣東、廣西等南方地區，至宋代長江三峽地區仍然流行這種建築方式。無論考古原件還是文獻資料，皆顯示自戰國到魏晉時代居家廁所和豬圈相連頗為普遍，此應是把人的糞便作為豬食一部份，同時也累積肥料供為農作物用。
豬廁的出現可能是隨著戰國時期農耕發展而來，人們在自家廁所養豬以節省飼料費用和生產較多肥料。豬廁最先在黃河下游出現，隨著人口遷移傳到南方。現時豬廁多分佈在山東、山西、福建的農村，河北定縣就是一個比較著名的例子。
豬廁建築有不同的形式，其中豬圈部份有橢圓形和四方形兩種，橢圓形出現較早。廁所部份可分為男女有別式和一般式，廁所建築也分為閣樓式、平地式和杆欄式。閣樓式豬廁的廁所部份地面較豬圈高，人們如廁要經過階梯或斜路進入廁所；廁所是一陶瓦屋頂的茅屋，內有蹲坑，側壁有洞，有些洞大得可讓豬可探頭進去進食，有些洞口比豬頭小，豬隻無法取食，可能僅供收集豬排泄物入人用廁所的糞坑中作為堆肥。平地式的則是廁所與豬圈建於同一平面上，廁所糞坑往下挖，大便的地方比地面稍高。杆欄式是上層作人的居所（包括廁所）下層養豬，人糞掉到下層作為豬糧。也有些是露天的帶廁豬圈，如安徽壽縣茶庵馬家古堆東漢墓出土的帶廁豬圈是沒有屋頂、圍牆，四面敞開的露天廁所，是一塊方板中央開一方孔供糞便落下，方板的一邊搭在豬圈的圍牆上，另一邊則用兩根柱子支撐住，豬隻可以很容易地進入方板下的空間去尋覓食物。現時仍然存在的豬廁大部份都是平地式，廁所部份沒屋頂的，反而豬圈會有屋頂。

### 朝鮮

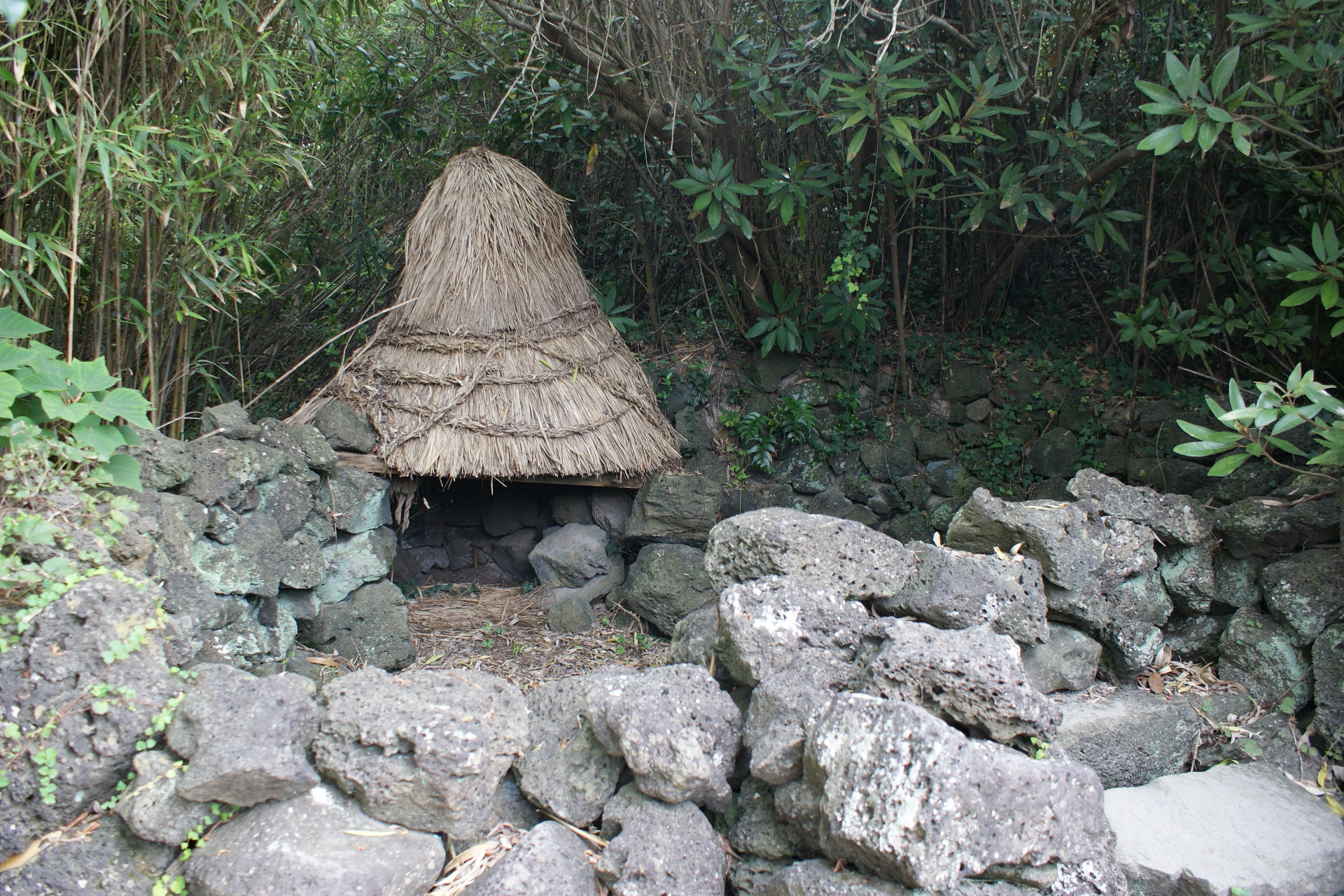
韓國濟州島的豬廁

朝鮮半島也有使用豬廁的傳統，豬廁最先見於咸鏡北道的會寧和江原道的楊口，後來傳至慶尚南道、全羅南道、濟州島等地。豬廁形制類似中國，也分為閣樓式和平地式兩種。閣樓式的豬廁要以梯子上落，然後彎腰進去，上完廁所也不能站起來，頗為不便，但可以與豬保持一段距離，也容易掏出堆肥。平地式豬廁的豬圈設置在往地下挖1.5米深的地方，進出方便，但豬會靠近人並抖動，糞便濺得到處都是，令人十分狼狽。堆肥也不易掏出來。人們會把放置一段時間的大麥稈放進豬圈，豬吃人糞，排出的糞便與大麥稈一起被牠們踩踏，再咀嚼消化，排出來的就成為堆肥。
一如中國，除了一些有屋頂的豬廁外，也有些是廁所部份不設屋頂的，人們如廁時可以看到外面的情況。豬圈則設有屋頂。現時仍在使用的豬廁可見於慶尚南道和濟州島，廁所部份沒屋頂，下雨時如廁要穿雨衣、戴斗笠。

### 琉球

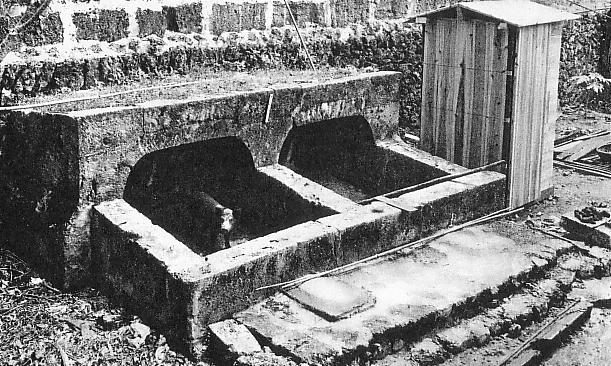
二戰前的琉球豬廁

琉球群島的豬廁（琉球語：或）是於三山時代由閩人三十六姓從中國傳入，當時中山王國的察度王向中國明朝朝貢，明朝派閩人三十六姓到當地教授當地人技術知識，當中包括豬廁。初期只是在豬圈上搭木板或木頭讓人蹲在上面大便。後來出現了獨立的豬廁，分成多格，每格只養一頭豬，人們蹲在一角或前方的坑上大便，這種豬廁也是沒有屋頂的。後來才出現有屋頂的豬廁。由於在廁所養豬，每逢節日，人們就會在豬廁點香祈求廁神保佑他們養的豬健康肥壯。平日早晚也要點燈。當遇鬼或奔喪回家都要去廁所把豬踩醒，因為琉球人相信豬叫可以驅邪。
在第二次世界大戰後的美國治理時期，琉球政府以公眾衛生為理由全面禁止使用豬廁，因此現時屬於日本沖繩縣的琉球已經沒有繼續使用豬廁了，豬廁只作為歷史遺跡保留。

## 亞洲其他地區的豬廁

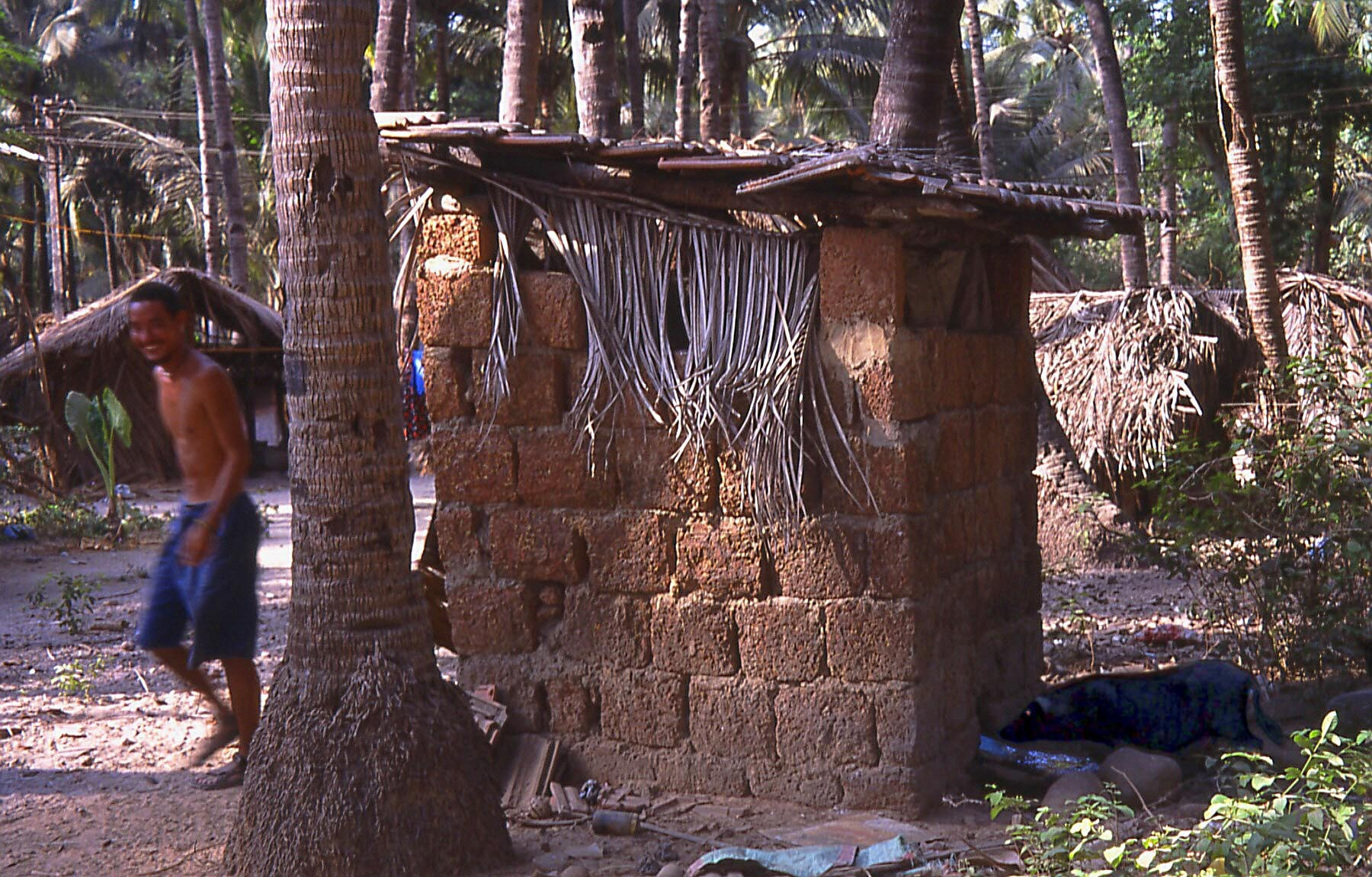
印度果阿邦的豬廁

除東亞之外，亞洲其他地區如印度、尼泊爾和菲律賓等地都有使用豬廁，尤以印度果阿邦的豬廁較為著名。

## 使用豬廁的好處與壞處
豬廁被使用多時，固然有其好處，但所產生的衛生問題也是豬廁被淘汰的原因之一。

### 好處
由於豬廁以人糞作為豬糧，人糞就不需要另外去處理，亦因為人糞很快就被豬吃掉，也就不會有臭味，也不用特地去掏出。以人糞作為「非糧飼料」，當中的養份也可以補充豬飼料的營養，節省生產成本，能用低廉的成本養出長肉多、肥膘少、肉質嫩且結實的豬。豬糞又可產出堆肥，把堆積的雜草、稻草或麥稈鋪在豬圈，讓草和豬糞混合，加上豬不斷踩踏，很快就成為用於耕作的堆肥，可提高農作物的產量，尤其在土地貧瘠的地區，若不使用堆肥就要購買昂貴的肥料，使用豬廁自行製作堆肥可以大大減省生產成本和提高產量。

### 壞處
糞便本身含有大量寄生蟲和細菌，豬吞食人糞時同時會吃下蟲和蟲卵，寄生蟲就隨著豬走動而四處傳播。猪體內的蟲卵经孵化成幼虫，寄生虫在猪的肌肉内生長，就是「猪囊虫肉」，也叫「米心肉」。據一項發佈於2010年1月的調查，中國大陸凡是有连茅圈的地区，有“米心肉”的猪占肥猪的13至15%。人吃了這些豬肉也會有寄生蟲，不少寄生蟲病如豬肉絛蟲病和蛔蟲病都是經此途徑傳播的。另外，豬廁建築簡陋，人如廁時常會接觸到豬，增加人豬相互感染的風險，人如廁時也常會引起不便，例如被豬濺起的糞便弄污身體等。